# 拉帕茲 (桑坦德省)

拉帕茲（西班牙語：La Paz），是哥倫比亞的城鎮，位於該國東北部桑坦德省，始建於1793年1月1日，面積270平方公里，海拔高度1,934米，主要經濟活動有農業和畜牧業，2005年人口5,442。
6°10′41″N 73°35′22″W / 6.17806°N 73.58944°W